# Breiðdalsá (Breiðadalur)
Die Breiðdalsá ist ein Fluss im Osten von Island.
Die Breiðdalsá beginnt als Abfluss des Sees Heiðarvatn auf der Breiðdalsheiði kaum 100 m westlich des Skriðdals- og Breiðdalsvegurs . Die Straße war bis 2017 ein Teil der Ringstraße , die auf diesem Abschnitt noch nicht asphaltiert war.
Diese Straße überbrückt die Breiðdalsá später ein zweites Mal und im Tal verläuft sie zum Teil dicht neben der Straße.
Auch der Suðurbyggðarvegur  und der Breiðdalsvegur  überbrücken die Breiðdalsá.
Der Fluss stürzt über den Innri-Beljandi und den Ytri-Beljandi Wasserfall um 4 Meter herab. 
Zu den Wasserfällen gibt es keine ausgebaute Zufahrt.
Die Breiðdalsá mündet in die Lagune Leirur, in der der Flugplatz Breiðdalsvík liegt.
Die Landzunge Meleyri, auf der die Ringstraße  verläuft, trennt die Lagune von der Bucht Breiðdalsvík ab.